# جامعة رومبيك
جامعة رومبيك (RU) هي جامعة تقع في جنوب السودان. أنشأت الجامعة في عام 2010.

## الروابط الخارجية
1. ↑  Permanent Campus Under Construction At Abinajok نسخة محفوظة 06 أكتوبر 2014 على موقع واي باك مشين.

- Location of Temporary Campus of Rumbek University